# Hermann I. von Holte
Hermann I. war von 1223 bis 1253 Abt der Benediktinerabtei Corvey in der ostwestfälischen Stadt Höxter.

## Leben
Zu seiner Herkunft gibt es mehrere Angaben. Er stammte entweder aus dem Grafengeschlecht von Dassel oder dem Osnabrücker Edelherrengeschlecht derer von Holte. Heute geht man davon aus, dass er ein Bruder des Münsteraner Bischofs Ludolf von Holte war. Damit wäre der Edelherr Wilhelm von Holte sein Vater gewesen. Der Name der Mutter ist nicht bekannt. Vor seinem Abbatiat war er Dompropst in Merseburg.
Er stiftete 1234 das Zisterzienserinnenkloster Ottbergen. Dieses wurde aus Sicherheitsgründen zunächst in die Nähe von Höxter und 1247 nach Brenkhausen verlegt. Er ließ in der Nähe Corveys die Propstei tom Roden errichten. Auf seine Initiative hin ließen sich auch die Franziskaner 1248 in Höxter nieder.
Hermann schloss einen Vertrag mit dem Bischof von Paderborn zur Regelung des Diösezanrechts im Bereich der Corveyer Propstei Obermarsberg. Die Propstei blieb im Corveyer Besitz, während der Abt das Diözesanrecht Paderborns anerkannte. Im Jahr 1223 übergab er den Marsberger Besitz dem Kölner Erzbischof. Diese Schenkung musste auf kaiserlichen Befehl rückgängig gemacht werden. Im Jahr 1230 trat er dann eine Hälfte seiner weltlichen Rechte in Marsberg an Erzbischof Heinrich I. von Köln ab. Die Stadt Bodenwerder übergab er 1245 an den Ritter Heinrich von Homburg. Dafür erhielt er als Ersatz andere Rechte und Besitzungen.
Aus seiner Zeit stammt auch das erste Stadtrecht für Höxter. Hermann I. ließ die Burg Lichtenfels wieder aufbauen. Mit seinem Bruder Ludolf schloss er 1238 einen Vertrag über ein gemeinsames Besatzungsrecht der Burg Landegge. Bald darauf schaltete Ludolf den Corveyer Einfluss aus und erwarb auch die Vogtei über die emsländischen Güter Corveys.
Für die mit Corvey verbundene Propstei Gröningen im Harz wurde ein Vogteistreit mit dem Bistum Halberstadt beigelegt. Hermann von Corvey überließ die Vogteirechte über verschiedene zu Gröningen gehörende Orte und andere Rechte, darunter das Münzrecht, dem Bistum.
Nach seinem Tod begann die lang andauernde spätmittelalterliche Niedergangsphase Corveys.